# Colombe inca
Columbina inca
Espèce
Synonymes
- Scardafella inca

Statut de conservation UICN

 LC  : Préoccupation mineure
La Colombe inca (Columbina inca, anciennement Scardafella inca) est une espèce de petits oiseaux américains de la famille des Columbidae.

## Nomenclature
Bien que son nom évoque l'Empire Inca, cette espèce ne vit pas sur les terres que celui-ci occupait.

## Répartition
Son aire de répartition s'étend de la partie sud-ouest des États-Unis et du Mexique jusqu'à Costa Rica dans l'Amérique centrale.

## Habitat
Cet oiseau fréquente les milieux peu boisés, y compris les agglomérations.

## Description
Les colombes inca atteignent une longueur comprise entre 16,5 et 20 cm et pèsent de 47 à 48 g. Cet oiseau présente un plumage gris brunâtre maillé, des rémiges primaires marron et une longue queue aux rectrices externes blanches.
Le mâle possède un chant puissant pouvant se traduire par cou-ou.